# مایردورف
مایردورف (به آلمانی: Maierdorf) یک منطقهٔ مسکونی در اتریش است که در زودوست‌اشتایرمارک واقع شده‌است. مایردورف ۹٫۳ کیلومتر مربع مساحت دارد ۲۹۴ متر بالاتر از سطح دریا واقع شده‌است.